# Remailer
Een remailer is een dienst voor uitgaande e-mail. De server of computer verwijdert van aangekregen berichten de informatie van de zender, zoals het e-mailadres en de route-informatie. Alle informatie van de zender wordt in een database opgeslagen. Daarna wordt dit bericht doorgestuurd naar de uiteindelijke ontvanger.

## Anonymous remailer
Dit systeem is uitgevonden om het mogelijk te maken om anoniem te corresponderen. Wanneer de mail onderschept wordt door een derde, is het niet mogelijk om te achterhalen wie de auteur van het bericht was. Alleen de persoon die weet dat die mail voor hem bestemd was, weet van wie deze komt en kan deze zo terugsturen naar de andere contactpersoon. Dit kan hij ook doen langs de remailer.
Het nadeel aan de anonymous remailer is dat het systeem een heel logbestand bijhoudt van wie er naar de server iets stuurt in de database. Als het systeem gekraakt wordt, kunnen alle gegevens van de zenders vrijkomen.
Omdat het systeem niet waterdicht is, is er een opvolger ontwikkeld: cypherpunk remailer.

## Cypherpunk remailer
Het systeem ziet er hetzelfde uit als bij de anonymous remailer, maar hier ga je de mail encrypteren door middel van pretty good privacy (PGP). Het systeem werkt als volgt: je gaat de mail encrypteren met een sleutel die alleen de remailer weet. Daarna verzend je deze sleutel. Als deze aankomt bij de remailer, gaat die de mail kunnen decrypteren. De remailer gaat zo de informatie van de zender verwijderen en stuurt deze mail dan door naar de gewenste persoon.
De cypherpunk remailer heeft als voordeel dat de remailer geen informatie in een database bijhoudt van de zenders, dus het hele gebeuren is volledig anoniem.
Bij dit systeem heb je ook de mogelijkheid om je bericht langs verschillende remailers te versturen. Als je een mail wilt versturen langs drie remailers, moet je uw bericht ook drie keer encrypteren. De eerste keer om het oorspronkelijk bericht te encrypteren voor de derde remailer, de tweede keer om uw vorig geëncrypteerd bericht te encrypteren voor de tweede remailer, de laatste keer ga je dit dan nog eens allemaal enrypteren voor de eerste remailer. Dit het heeft als voordeel dat je bericht drie keer geëncrypteerd is en dat het dus moeilijker te traceren is.
Dit systeem heeft veiligheidsbeperkingen. Daardoor hebben ze de mixmaster remailer ontwikkeld.

## Mixmaster remailer
De mixmaster is de opvolger van de cypherpunk remailer. Je moet met een programma werken dat speciaal ontworpen is om de gemixte keys te kunnen maken van uw bericht, dus je kan geen gewone e-mail client gebruiken. De mixmaster remailers gaan geen gebruik maken van pretty good privacy (PGP), maar van RSA of 3DES.
Het bericht wordt naar meerdere remailers verstuurd, tot het uiteindelijk bij de laatste remailer komt die het originele bericht kan decrypteren en zo naar de juiste contactpersoon kan versturen.
Dit systeem is veiliger dan wat bij cypherpunk wordt gebruikt doordat de manier waarmee men het bericht gaat encrypteren beter is. Ook wordt er een speciaal programma gebruikt voor het opmaken van het bericht.

## Voor- en nadelen

### Voordelen
Het voordeel van remailers zijn dat je op een anonieme manier berichten kan verzenden naar andere mensen. Het is een goede en betrouwbare service.

### Nadelen
Als remailers op een verkeerde manier gebruikt worden kan er spam mee verzonden worden.